# إيفان آموس
إيفان آموس (بالإنجليزية: Evan Amos)‏ هو ويكيميدي ومصور أمريكي، ولد في 1983.

## معرض صور

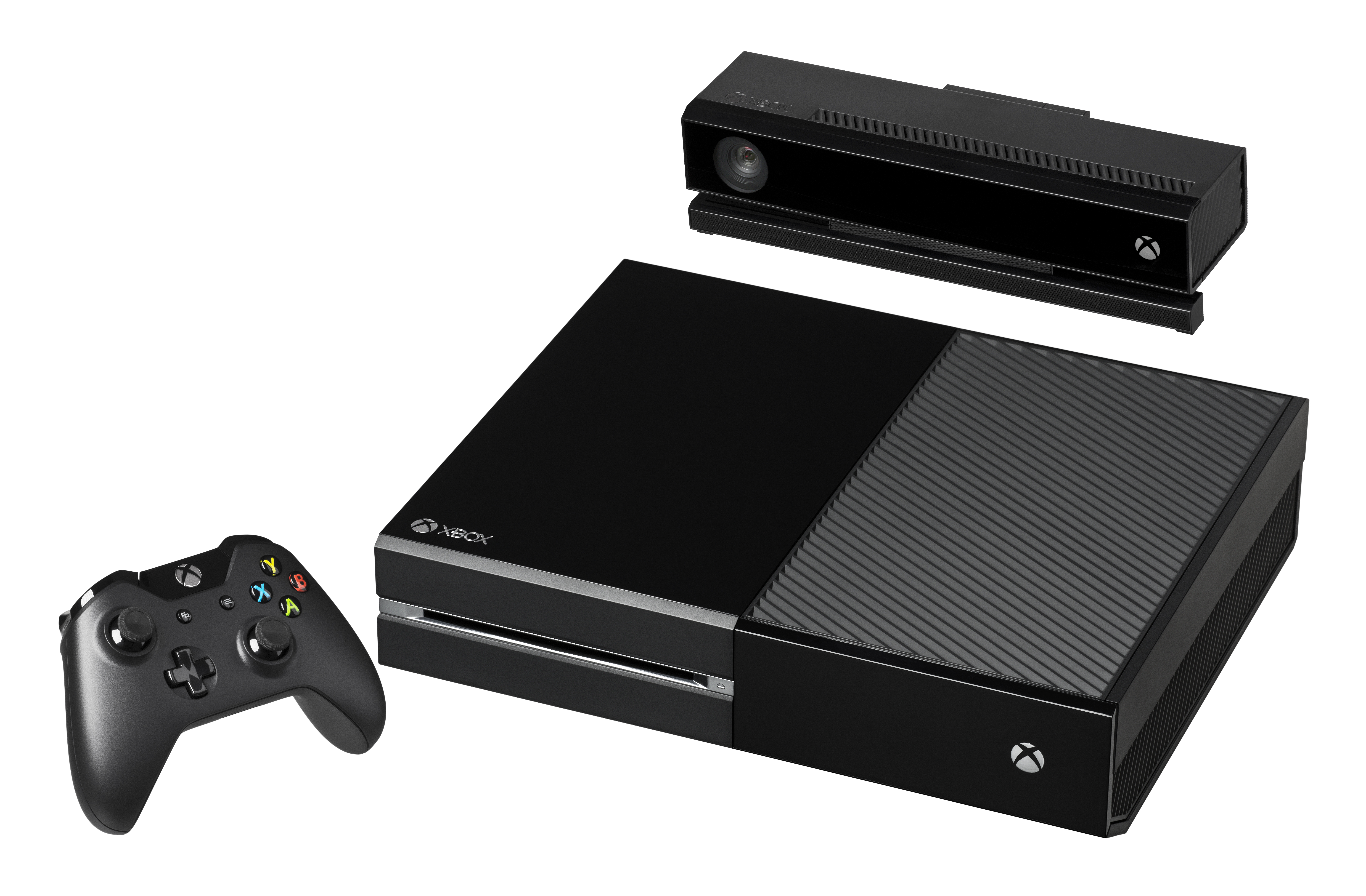
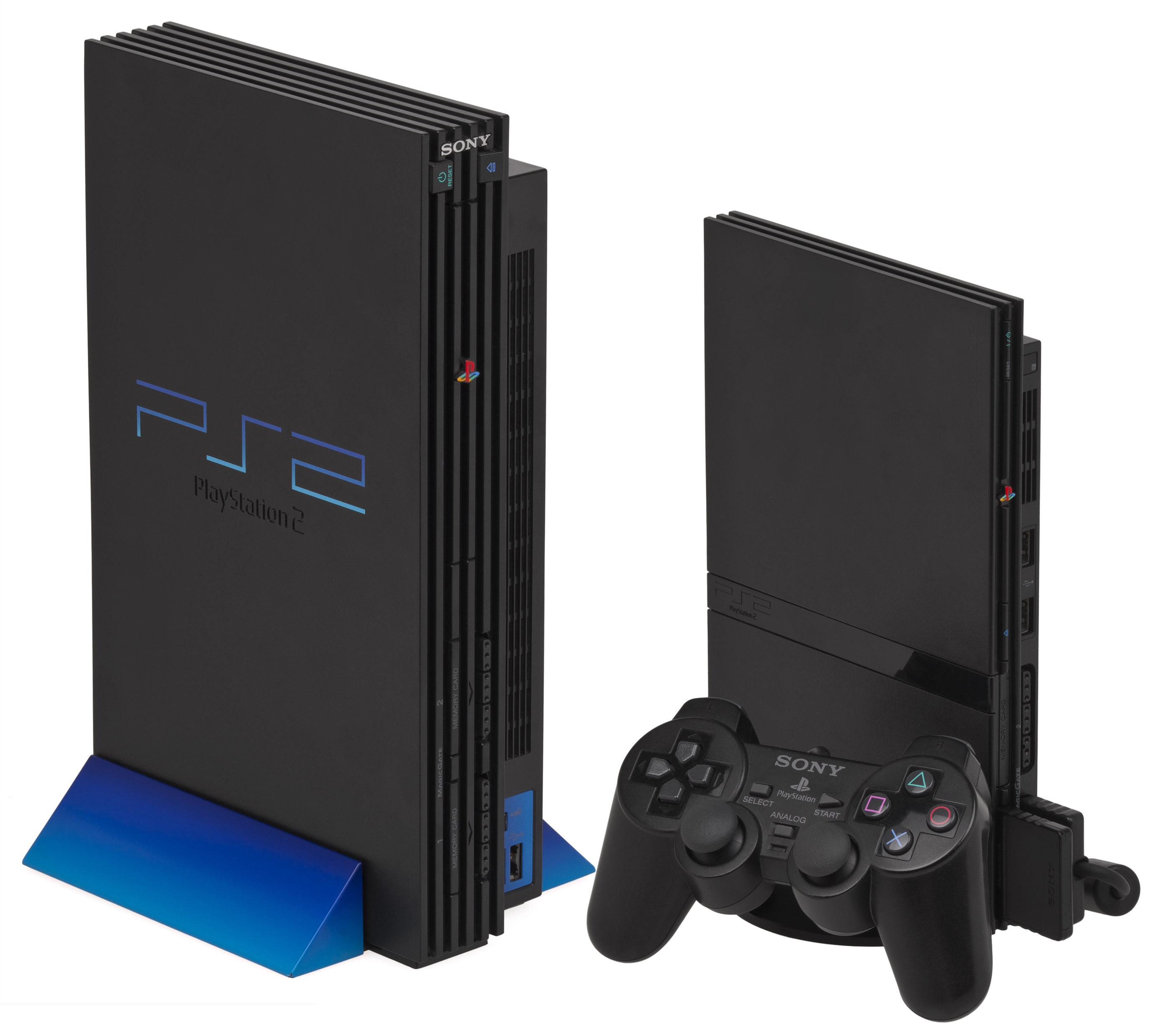
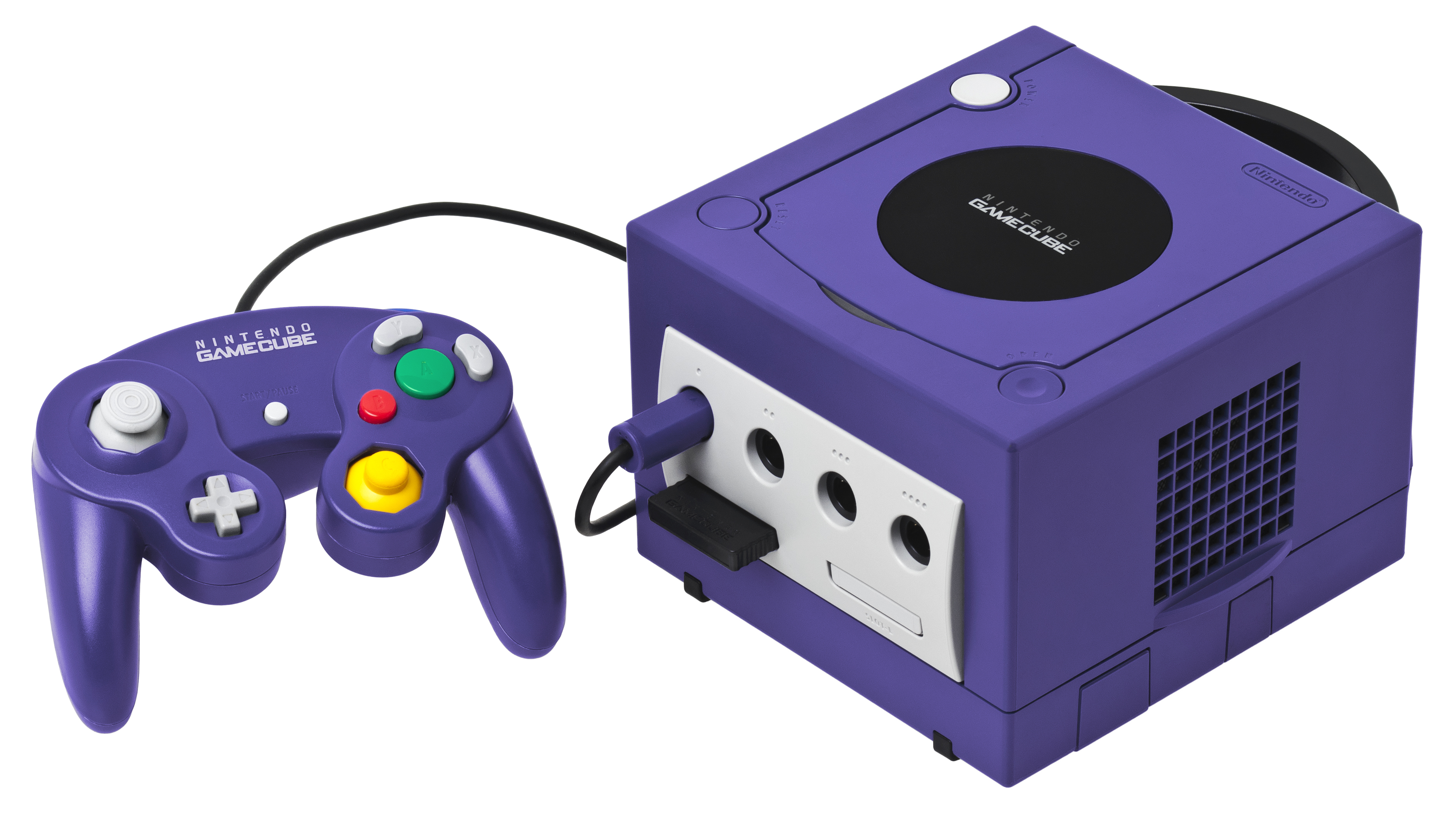
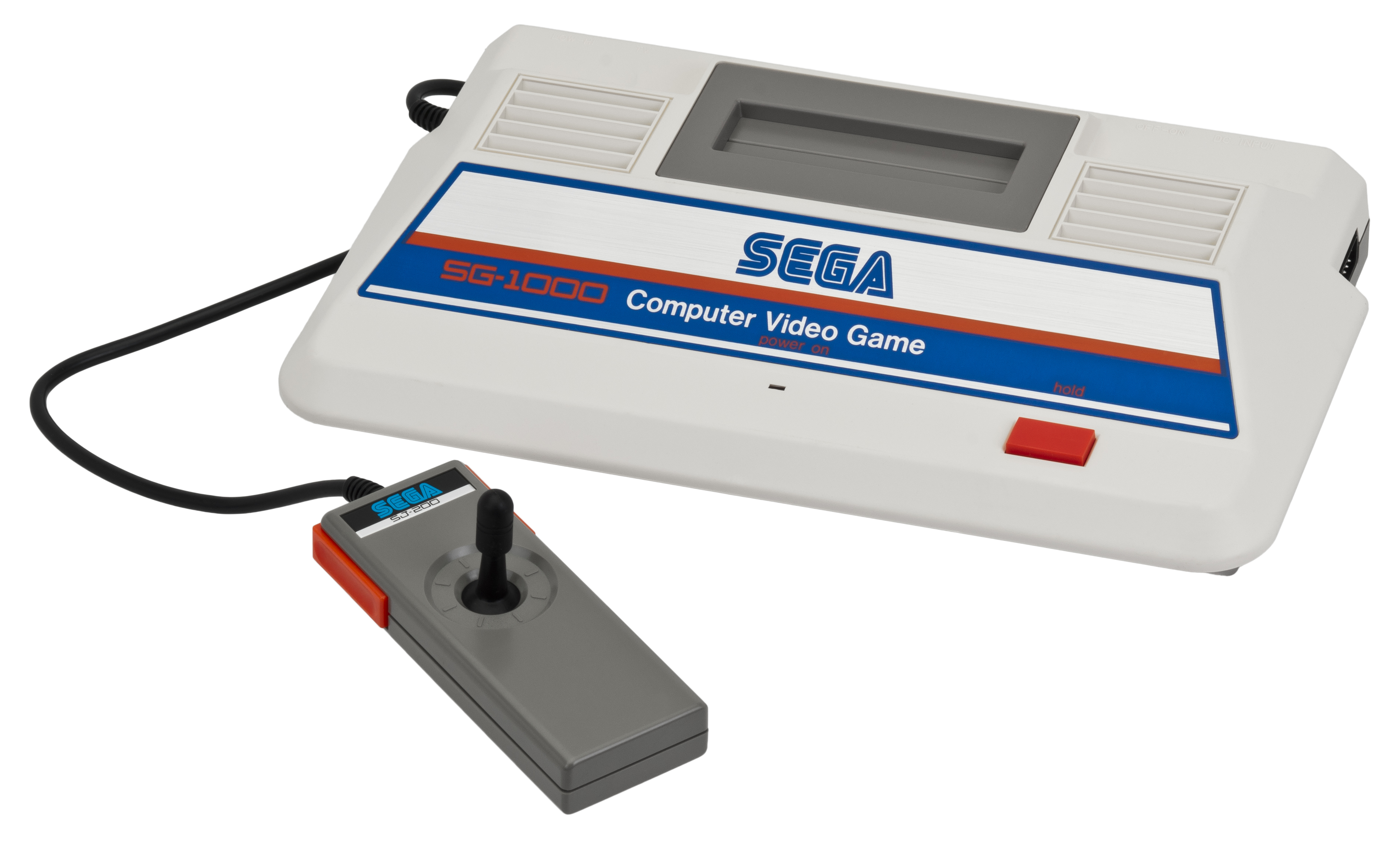
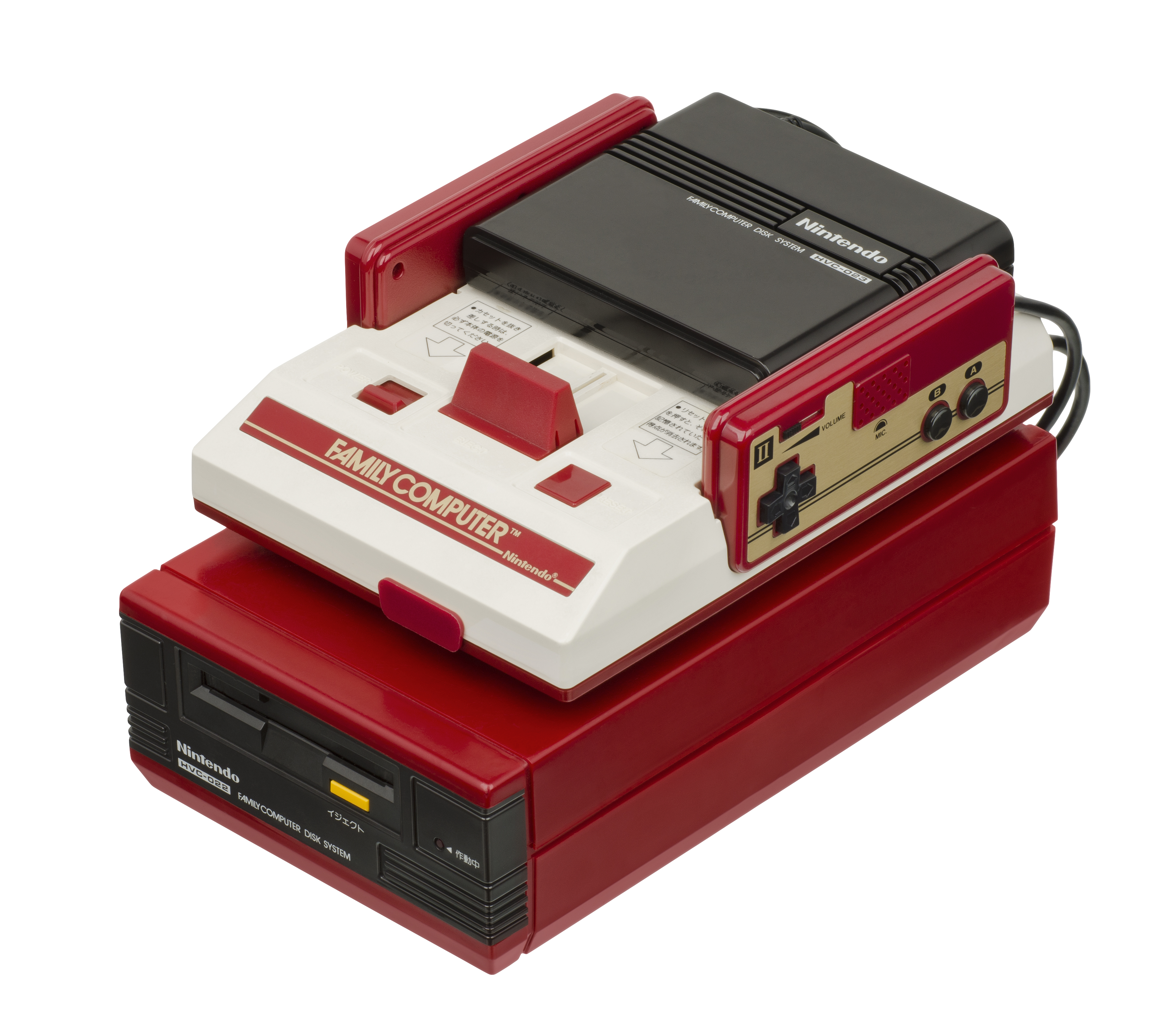
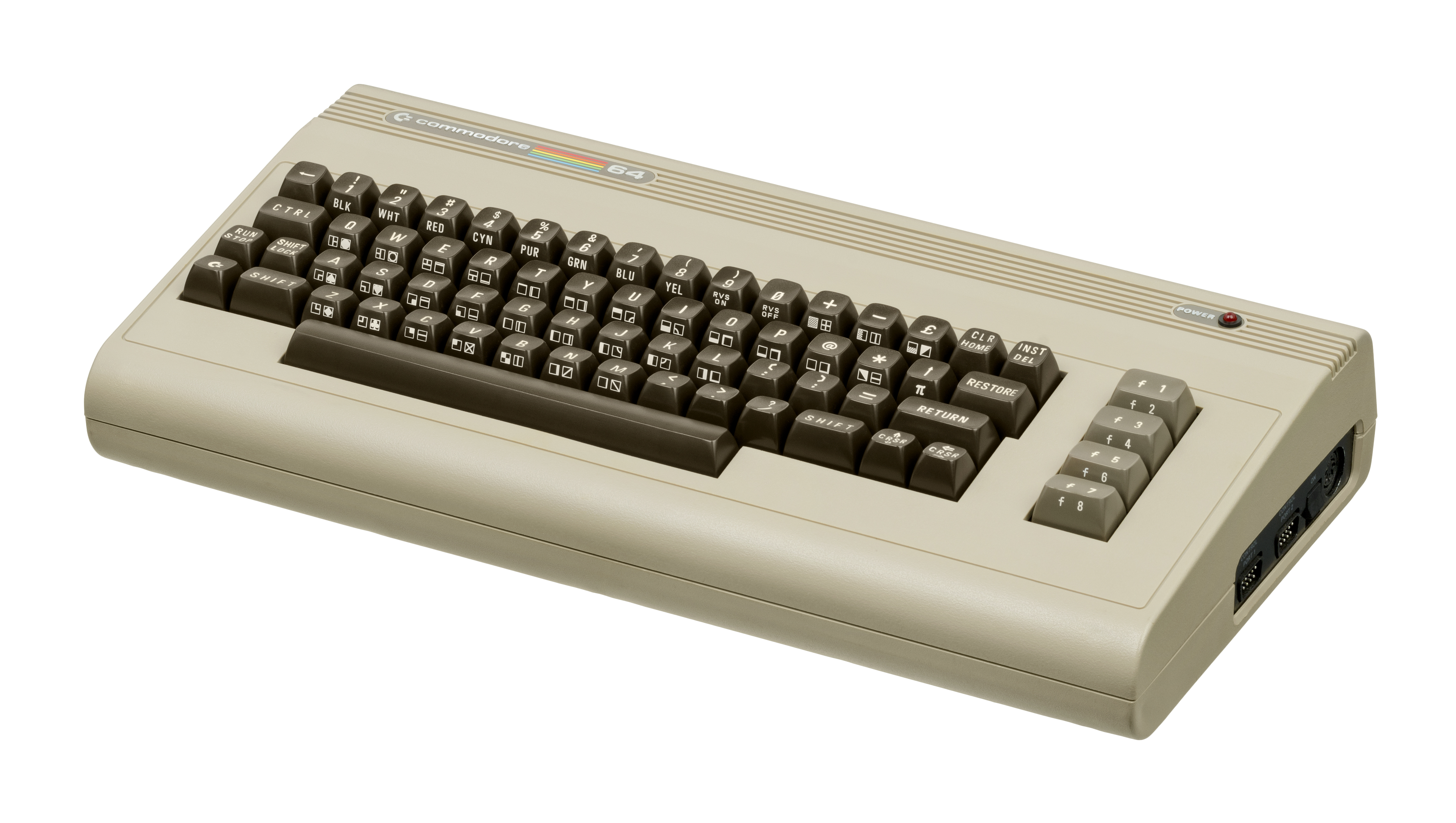

- 1=شكلان من جهاز الپلاي ستيشن 2 المُخصص لِألعاب الڤيديو، وهما الشكل الثخين أو العادي والشكل النحيل. يظهر على اليسار جهاز من طراز SCPH-30001 مع قاعدة مُخصصة لِإيقافه عموديًّا. وعلى اليمين يظهر جهازٌ نحيل من طراز SCPH-70001 مع قاعدةٍ مُخصصة لِإيقافه أيضًا، وحاكوم (مسكة الدول شوك) وتظهر أيضًا بطاقة حفظ (ميموري كارد) ذات سعة 8 ميگابايت. أُصدرت هذه الصُورة بِصيغة JPG.